# Kurbin (distrito)
Kurbin (em albanês:  Rrethi i Kurbinit) é um dos 36 distritos da Albânia localizado na prefeitura de Lezhë. Sua capital é a cidade de Laç. Situa-se no oeste da Albânia no litoral do Mar Adriático.

## Municípios
O distrito Kurbin está dividido nos seguintes municípios:
| - Fushë-Kuqe - Laç | - Mamurras - Milot |